# SNX15
SNX15 (англ. Sorting nexin 15) – білок, який кодується однойменним геном, розташованим у людей на короткому плечі 11-ї хромосоми. Довжина поліпептидного ланцюга білка становить 342 амінокислот, а молекулярна маса — 38 291.
| 10         |  | 20         |  | 30         |  | 40         |  | 50         |
| ---------- |  | ---------- |  | ---------- |  | ---------- |  | ---------- |
| MSRQAKDDFL |  | RHYTVSDPRT |  | HPKGYTEYKV |  | TAQFISKKDP |  | EDVKEVVVWK |
| RYSDFRKLHG |  | DLAYTHRNLF |  | RRLEEFPAFP |  | RAQVFGRFEA |  | SVIEERRKGA |
| EDLLRFTVHI |  | PALNNSPQLK |  | EFFRGGEVTR |  | PLEVSRDLHI |  | LPPPLIPTPP |
| PDDPRLSQLL |  | PAERRGLEEL |  | EVPVDPPPSS |  | PAQEALDLLF |  | NCESTEEASG |
| SPARGPLTEA |  | ELALFDPFSK |  | EEGAAPSPTH |  | VAELATMEVE |  | SARLDQEPWE |
| PGGQEEEEDG |  | EGGPTPAYLS |  | QATELITQAL |  | RDEKAGAYAA |  | ALQGYRDGVH |
| VLLQGVPSDP |  | LPARQEGVKK |  | KAAEYLKRAE |  | EILRLHLSQL |  | PP         |

A: Аланін

C: Цистеїн

D: Аспарагінова кислота

E: Глутамінова кислота

F: Фенілаланін

G: Гліцин

H: Гістидин

I: Ізолейцин

K: Лізин

L: Лейцин

M: Метіонін

N: Аспарагін

P: Пролін

Q: Глутамін

R: Аргінін

S: Серин

T: Треонін

V: Валін

W: Триптофан

Кодований геном білок за функцією належить до фосфопротеїнів. 
Задіяний у таких біологічних процесах, як транспорт, транспорт білків, альтернативний сплайсинг. 
Білок має сайт для зв'язування з ліпідами. 
Локалізований у цитоплазмі, мембрані, цитоплазматичних везикулах.